# Багуачжан

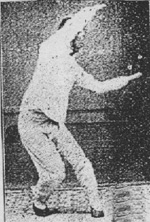
Багуачжан направления Сунь Лутана

Багуачжа́н (кит. 八卦掌, «ладони восьми триграмм»), также багуацюа́нь (кит. 八卦拳, «кулак восьми триграмм»), кратко багуа — боевое искусство Китая. Состоит из разных движений ладонями в ходе передвижения по кругу.

## История появления стиля
Этот стиль получил развитие во времена империи Цин в годы правления под девизом «Даогуан» (1820—1850).
Основателем стиля был Дун Хайчуань (董海川) из уезда Вэньань провинции Хэбэй. Дун Хайчуань создал стиль на основе приёмов местных стилей ушу, однако, в 1930-х годах несколько человек, занимавшихся багуачжан в Тяньцзине, для того, чтобы придать себе значительности, сочинили историю о том, что, якобы, он научился этому у даосского наставника Би Чэнся, жившим в районе горы Цзюхуа в провинции Аньхой (естественно, по этой легенде получалось, что сами эти занимающиеся учились у других учеников Би Чэнся, и потому все их отличия от багуачжан Дун Хайчуаня — это не их личные ошибки изучения, а особенности стиля). В результате теперь эта история попала в книги, и теперь многие люди, несведущие в реальном положении дел, принимают её за правду. В 1875 году Дун приехал в Пекин и начал преподавать эту технику.

## Особенности стиля

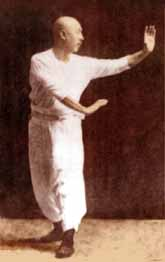

Отличительными чертами багуа является применение боевой техники в постоянном круговом перемещении. Все движения связаны между собой и как бы переходят одно в другое. В большинстве стилей багуачжан базовым способом тренировки является отработка техник в передвижении по кругу, однако есть некоторые направления, где «хождение по кругу» выделяют в самостоятельное упражнение, а боевую технику отрабатывают в прямолинейных дорожках.
Дун Хайчуань применял дифференцированный подход к ученикам, поэтому ортодоксальный стиль изменился, и существует теперь множество вариантов. Самым старшим учеником Дун Хайчуаня, проучившимся у него свыше 10 лет, являлся Инь Фу (1840—1909), который тренировал охрану вдовствующей императрицы Цыси. Отличительной особенностью этого направления является использование формы ладони, которую называют «ладонь — язык коровы»; основной тактикой боя являются удары с дальней дистанции, «круговой шаг» используется в основном для ухода с линии атаки и выхода на противника с неожиданного угла. Багуачжан направления Инь Фу впервые было описано его сыном Инь Юйчжаном (1890—1950) в книге «Краткий сборник багуачжан», изданной в 1931 году.
Другим учеником Дун Хайчуаня был Ши Цзидун, которого он сделал своим приёмным сыном. Багуачжан направления Ши Цзидуна до сих пор практикуется в Пекине, но там известно не очень широко. Однако широкое распространение направление Ши Цзидуна получило в провинции Цзянсу, где жил его ученик Ян Жунбэнь, который впоследствии стал буддистским монахом и ушёл в странствия, оставив после себя лишь несколько учеников.
Наибольшее влияние на распространение багуачжан оказал другой ученик Дун Хайчуаня — Чэн Тинхуа (1848—1900), проучившийся у Дуна около пяти лет. До прихода к Дун Хайчуаню Чэн уже был чемпионом своего уезда по борьбе, что повлияло на его боевую технику. Основной формой ладони, используемой в этом направлении багуачжан, является «ладонь — когти дракона» (такое положение позволяет легче брать захват), основной тактикой является попытка выхода за спину противника и широкое использование бросков в сочетании с ударами.
Остальные ученики Дун Хайчуаня пришли к нему, когда он был уже очень старым, и у самого Дуна учились недолго, после смерти Дуна они в основном продолжали учёбу у Чэн Тинхуа, некоторые получали указания от Инь Фу (который, в отличие от открытого и общительного Чэн Тинхуа, был весьма замкнутым человеком и неохотно делился знаниями). В результате постепенно сложилось ещё несколько направлений багуачжан:
- идущее от Лян Чжэньпу (1863—1932)
- идущее от Лю Фэнчуня (1853—1922)
- идущее от Чжан Чжанькуя (1859—1940)
- идущее от Лю Баочжэня (1861—1922)
- идущее от Гао Ишэна (1866—1950) (ученика Чэн Тинхуа)

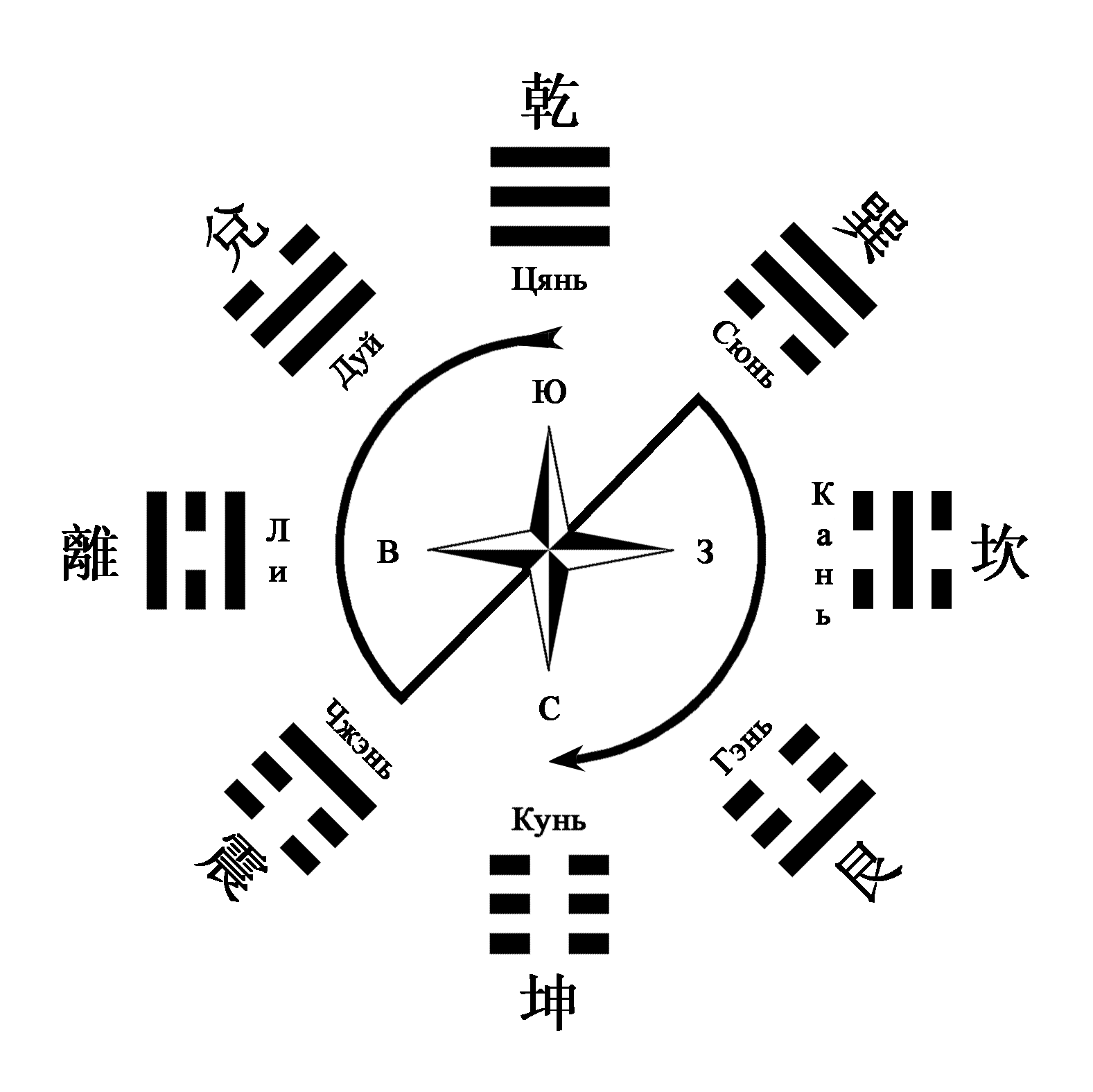
Восемь триграмм

У Чжан Чжанькуя (также известного как Чжан Чжаодун) был ученик по имени Хань Муся (1877—1954). В 1918 году он участвовал в Тяньцзине в «Турнире силачей из десяти тысяч земель», где победил русского бойца[какого?], которого до этого не мог победить никто из китайцев. После победы на этом турнире Хань Муся стал страшно заносчив, и даже бросил вызов своему учителю. Однако Чжан побил Ханя, и они стали злейшими врагами. Чтобы вымарать из истории информацию о своей учёбе у Чжана, Хань придумал историю о том, что, якобы, Дун Хайчуань учился у даоса Би Чэнся, у которого были и другие ученики помимо Дуна, и что, якобы, сам Хань Муся учился именно у одного из этих учеников и с учениками Дун Хайчуаня никак не связан. Эту историю поддержали и некоторые другие бойцы багуачжан того времени (например, Гао Ишэн), так как она повышала их социальный статус.
В 1928 году в тогдашней столице Китая, городе Нанкине, был основан Центральный институт гошу. Одним из основных предметов, преподаваемых там, было багуачжан, что позволило этому стилю стать широко известным в Китае. Когда в 1937 году началась война с Японией, столица была эвакуирована в город Чунцин провинции Сычуань, и институт переехал вместе с ней, что позволило багуачжан распространиться и в этом регионе Китая. В наше время это привело к тому, что некоторые американские писатели стали придумывать легенды о том, что, якобы, в том регионе существовало какое-то особое «эмэйское багуачжан».
Однако, несмотря на стилевые различия, система тренировок во всех школах багуачжан единая. Первые несколько лет ученик тренируется в «хождении по кругу» для выработки навыка постоянного ухода с прямой линии и привыкания к контролированию своего центра тяжести. Затем изучается комплекс «Динши бачжан» — «Восемь ладоней установленных форм» (в разных школах названия комплексов могут несколько различаться), в котором прорабатывается восемь различных положений ладоней. После него изучается комплекс «Бяньши бачжан» («Восемь ладоней изменяемых форм»), который ещё называют «Лаобачжан» («Старые восемь ладоней») или «Бадачжан» («Восемь больших ладоней»). После овладения этими техниками ученик может изучать более высокие комплексы («24 формы», «8 форм — 8 образов», «Тайные ноги» и т. д.), технику работы в паре, владение оружием и специальную технику перемещений. Интересным упражнением является «облёт девяти дворцов», в котором в землю в форме квадрата 3 на 3 втыкается 9 двухметровых шестов, которые нужно непрерывно обходить в определенном порядке. Это приучает к навыкам ведения боя в толпе. Все упражнения имеют несколько уровней сложности. Так, по кругу сначала ходят на почти прямых ногах и постепенно понижают уровень тела, чтобы в итоге перемещаться с бедрами параллельными земле; «девять дворцов» сначала просто обходят, а впоследствии с каждым из столбов во время обхода устраивают нечто вроде «боя с тенью», и т. п. Одновременно со всем этим тренирующийся занимается укреплением ударных поверхностей и противоударной закалкой тела. Очень многие мастера багуачжан прославились своим владением искусствами «железной ладони» и «железной рубашки».
Багуачжан никогда не было армейским искусством, оно всегда было искусством индивидуального боя. Поэтому даже стандартные виды оружия имеют здесь специфическую форму или специфическое применение. Так используемые в багуачжан мечи примерно в полтора раза длиннее обычных, а при тренировках с копьем и шестом прорабатывают «короткое использование длинного оружия». Помимо обычного копья, используют ещё и так называемое «двухголовое змеиное копье», имеющее наконечники на обоих концах. Любимым оружием Дун Хайчуаня являлись «острия петушиной лапы» (это редкое парное оружие очень сложной формы, одну такую пару привозил в Москву Суй Юньцзян). Во многих популярных изданиях[каких?], однако, утверждается, что оружием Дун Хайчуаня были «секиры уток-мандаринок» (это обычно используемое в паре оружие имеет вид перекрещённых полумесяцев, у которых не заточены лишь те части, за которые их держат), но, согласно разъяснениям Ли Цзымина, это не так, это оружие придумал другой мастер ушу — Тун Даочан, а название он взял из сборника рассказов «Портреты храбрых и честных борцов за справедливость», автор которого — Чан Цземао — использовал Дун Хайчуаня в качестве прототипа для Тун Линя — главного персонажа сборника.